# National Highway 37
National Highway 37 (NH 37) ist eine Hauptfernstraße im Nordosten des Staates Indien mit einer Länge von 740 Kilometern, die eine wichtige Verbindung innerhalb der nordöstlichen Bundesstaaten darstellt. Sie beginnt in Goalpara im Bundesstaat Assam am NH 31B und führt 720 km durch das Tiefland des Bundesstaates, wobei sie parallel und südlich zum Fluss Brahmaputra verläuft und die Städte Guwahati, Nagaon, Jorhat, Dibrugarh und Tinsukia passiert. Schließlich endet sie nach 20 km im Bundesstaat Arunachal Pradesh bei Roing im äußersten Nordosten Indiens am NH 52.